# District de Qiaodong (Shijiazhuang)
Pour les articles homonymes, voir Qiaodong.
Le district de Qiaodong (桥东区 ; pinyin : Qiáodōng Qū) est une subdivision administrative de la province du Hebei en Chine. Il est placé sous la juridiction de la ville-préfecture de Shijiazhuang.